# Left of Center
Left of Center is een nummer van de Amerikaanse zangeres Suzanne Vega. Ze schreef het nummer samen met Steve Addabbo, die samen met Arthur Baker de productie op zich nam. In 1986 werd het uitgebracht als onderdeel van de soundtrack voor de film Pretty in Pink. Op het nummer is Joe Jackson te horen, die piano speelt.
Left of Center verscheen in weinig hitlijsten. Het kwam in Ierland, het Verenigd Koninkrijk en Australië in de hitlijsten, maar niet hoger dan de achtentwintigste plek. De Nederlandse Top 40 haalde het niet; in de Tipparade kwam het uiteindelijk tot de zevende plek.